# Ahías

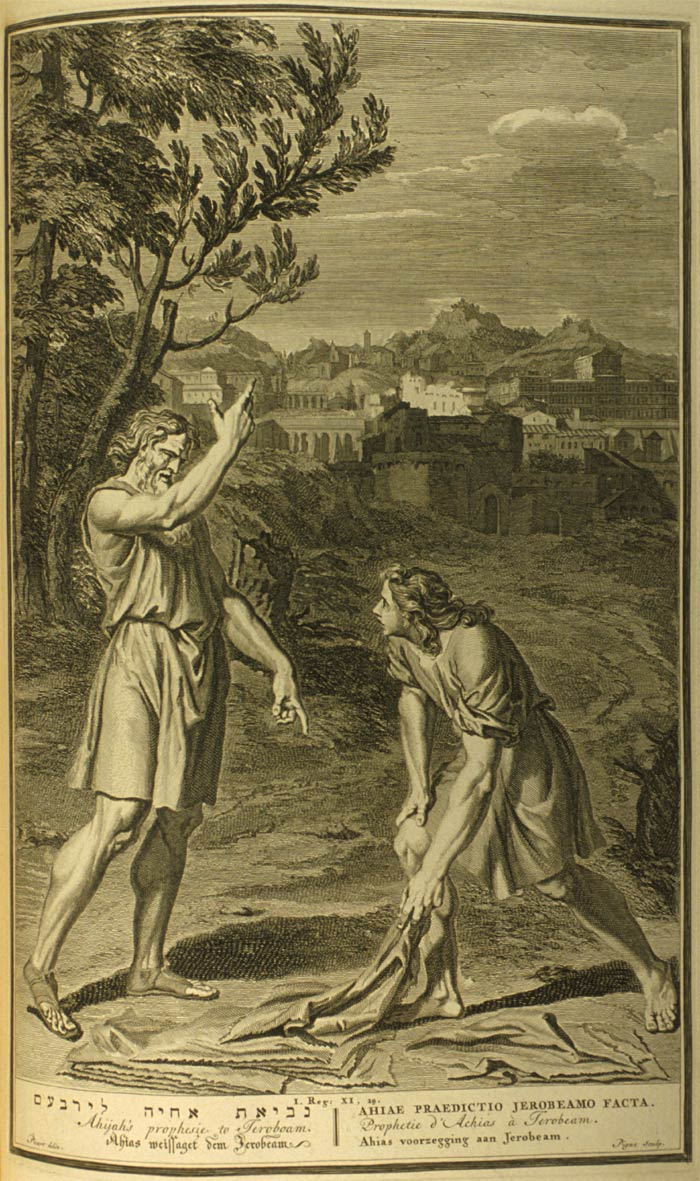
Ahías profetiza a Jeroboam, Gerard Hoet, 1728.

Ahías o Ajías (en hebreo: אחיה‎) fue un profeta levita, de Silo, en la época de Salomón (siglo X a. C.), según se menciona en la Biblia, en el libro primero de Reyes.

## Biografía
En 1Reyes 11:29-39, profetizó a Jeroboam la separación de las diez tribus del norte, del hasta entonces reino unido de Salomón y, anunció que Jeroboam mismo sería el rey del norte de Israel. En 1Reyes 14:6-16, profetizó a la mujer de Jeroboam, la muerte del hijo del rey, la destrucción de su dinastía y la caída y el cautiverio de Israel, "más allá del río", una expresión usada para indicar al este del Éufrates".
Según 2Crónicas 9:29, Ahías escribió un libro, descrito como la Profecía de Ahías el silonita, que contenía información sobre el reinado de Salomón. Este texto, sin embargo, no ha sobrevivido y es uno de los libros perdidos mencionados en la Biblia hebrea.